# نیکو دنتس
نیکو دنتس (انگلیسی: Nico Denz؛ زادهٔ ۱۵ فوریهٔ ۱۹۹۴) دوچرخه‌سوار اهل آلمان است.
از باشگاه‌هایی که در آن بازی کرده‌است می‌توان به آژ۲آر لا موندیال، و آژ۲آر لا موندیال، اشاره کرد.